# Federação Acreana de Basketball
A Federação Acreana de Basketball (AO 1990: Acriana) (FEAB) é uma entidade do basquetebol no Acre. Sua sede está localizada no Parque da Maternidade, no centro da cidade de Rio Branco. É fialiada a Confederação Brasileira de Basketball.

## História
Inicialmente, a organização dos esportes no Acre era responsabilidade da Federação Acreana de Desportos (FAD), entidade que teve seu nome modificado, em 1983, para a atual Federação de Futebol do Estado do Acre. O basquete acreano só passou a ter entidade própria quando, em 17 de dezembro de 1990, foi criada a Federação Acreana de Basketball pelo professor Gerson Moreira Pinto, presidente da Federação Rondoniense de Basketball (a pedido da Confederação Brasileira de Basketball).
A reunião de fundação da FEAB ocorreu no auditório da Fundação Cultural do Acre, em Rio Branco. O primeiro presidente da entidade foi Atevaldo Santana do Nascimento, na época, um árbitro de futebol de apenas 21 anos de idade.
A criação da FEAB possibilitou que o Acre fosse representado pela primeira vez no Campeonato Brasileiro de Seleções, realizado na cidade de Brasília, em 1991. A equipe, treinada por Mustana Anute, era composta pelos seguintes atletas: Agnaldo Rocha, Cleilton Costa, Clemilton Lima, Dalzimar da Costa, Edwin Mayna, Erivan Silva, James Cley Carvalho, James Eremith de Souza, José Rubens de Souza, Marcel Mourão e Wenden Charles.

## Presidentes
| Ano       | Presidente                      |
| --------- | ------------------------------- |
| 1990–1994 | Atevaldo Santana do Nascimento  |
| 1994–1998 | Jorge Pereira da Silveira       |
| 1998–2002 | José Reinaldo Cajado de Azevedo |
| 2002      | Atevaldo Santana do Nascimento  |
| 2002–2006 | Gilsomar Lopes da Silva         |
| 2006–2018 | Atevaldo Santana do Nascimento  |